# (148) Галлия
(148) Галлия (фр. Gallia) — довольно большой астероид главного пояса, принадлежащий к светлому спектральному классу S. Он был открыт 7 августа 1875 года французскими астрономами братьями Полем и Проспером Анри в Парижской обсерватории и назван в честь исторической части Европы, известной как Галлия.

Орбита астероида Галлия и его положение в Солнечной системе
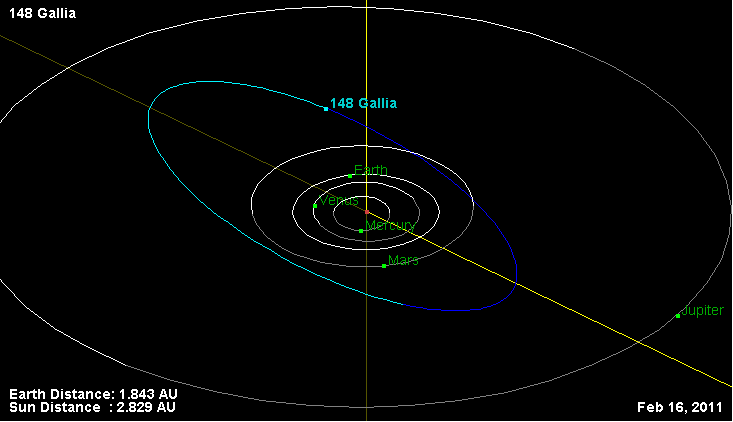
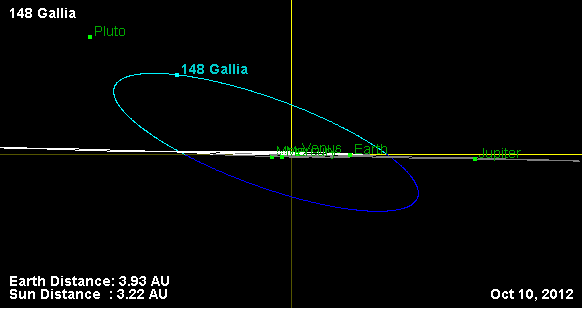

Фотометрические наблюдения, проведённые в 1977 - 1978 годах в Европейской южной обсерватории, позволили получить кривые блеска этого тела, из которых следовало, что период вращения астероида вокруг своей оси равняется 20,6635 ± 0,0072 часам, с изменением блеска по мере вращения 0,32 m. Более поздние исследования, проведённые уже в 2007 году в обсерватории Колорадо-Спрингс дали период равный 20,666 ± 0,002 часам с колебаниями магнитуды 0,21 m.